# كي توموزاوا
كي توموزاوا (بالإنجليزية: Kei Tomozawa)‏ هو لاعب كرة قدم أمريكي في مركز الوسط، ولد في 18 مايو 1999 في طوكيو في اليابان. لعب مع سياتل ساوندرز.